# Felchta
Felchta ist ein Ortsteil der Kreisstadt Mühlhausen/Thüringen im Unstrut-Hainich-Kreis.

## Geografie
Felchta liegt am südlichen Rand der Kernstadt Mühlhausen. Am Ort führt die Landesstraße 1016 vorbei und verbindet den Ortsteil mit der Stadt und dem Umland. Die Gemarkung von Felchta befindet sich im Thüringer Becken unweit der Unstrut in einem landwirtschaftlich geprägten Ackerbaugebiet. Es gibt kaum Wald in den intensiv genutzten flachwelligen Gelände. Das Klima ist mild und niederschlagsarm bei meist grundwasserbeeinflussten Böden.

## Geschichte

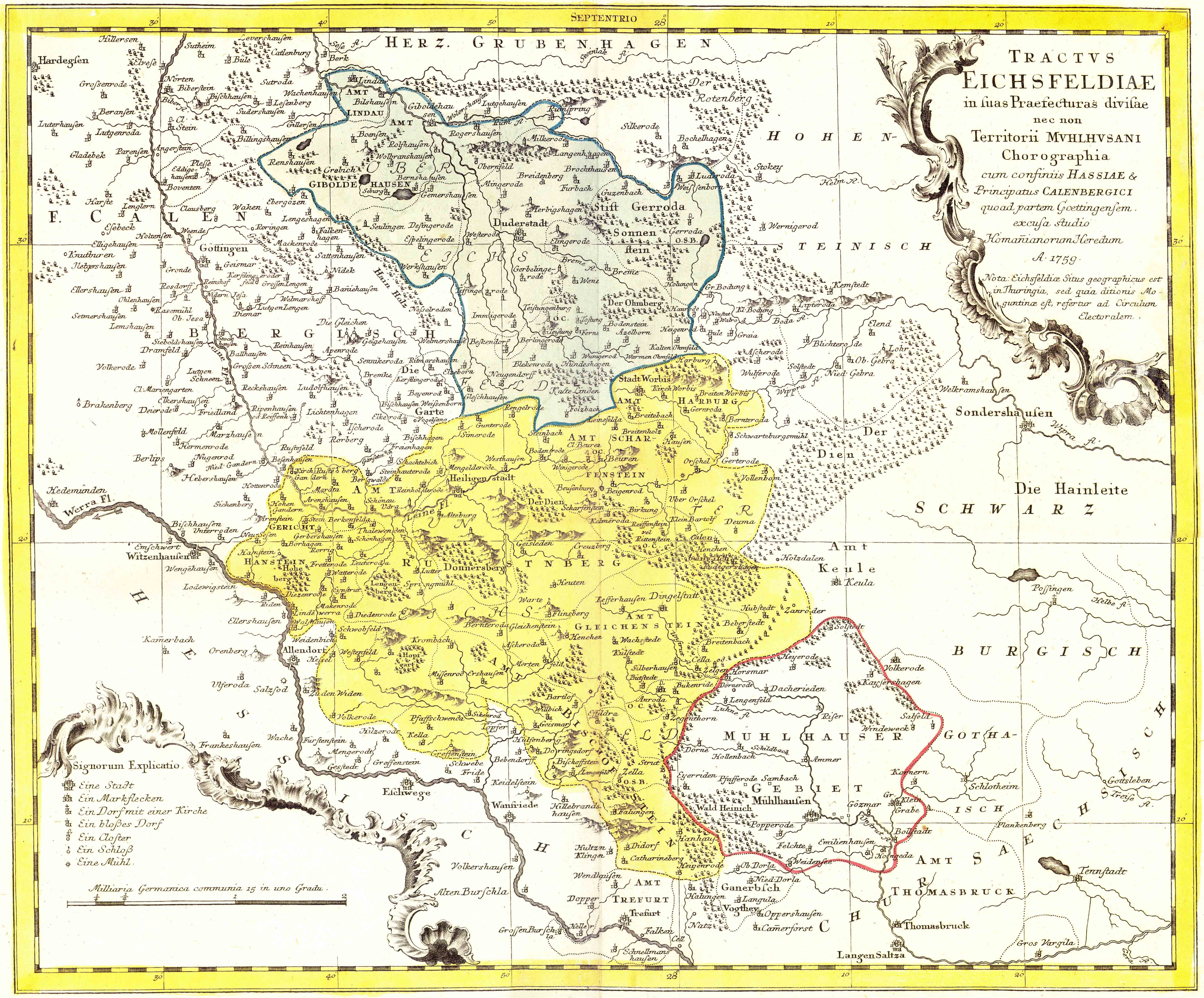
Das Eichsfeld und das Gebiet der Reichsstadt Mühlhausen mit Felchte (Felchta) um 1759 (Die Karte enthält einige Fehler: siehe Kartenbeschreibung auf Commons)

Die urkundliche Ersterwähnung erfolgte am 18. Mai 876. Über Jahrhunderte zählte er zum Einflussbereich der Reichsstadt Mühlhausen. 1565 zählte man in Felchta 45 Mann Bevölkerung.
1802 fiel Felchta zusammen mit Mühlhausen an das Königreich Preußen, von 1807 bis 1813 an das von Napoleon geschaffene Königreich Westphalen (Kanton Dorla) und wurde nach dem Wiener Kongress 1816 dem Landkreis Mühlhausen in der preußischen Provinz Sachsen zugeordnet.
Am 9. April 1994 wurde der zu diesem Zeitpunkt 842 Einwohner zählende Ort in die Stadt Mühlhausen/Thüringen eingemeindet.

## Bauwerke
- Kirche St. Petrus

## Söhne des Ortes
- Roland Gööck (1923–1991), Redakteur, Sachbuchautor und Lektor
- Wolfgang Thiel (* 14. März 1948 in Felchta), deutscher Politiker (Die Linke)